# Claes Ånstrand
Claes Ånstrand, född 4 februari 1945, är en svensk socialdemokratisk kommunal- och landstingspolitiker samt statstjänsteman. Han var kommunalråd i Botkyrka kommun 1979–1988 och landstingsråd i Stockholms läns landsting 1989–1999. Han var sedan statssekreterare i socialdepartementet 1999–2002, i näringsdepartementet 2002–2004 samt i kultur- och utbildningsdepartementet 2004–2006 (med ansvar för kulturpolitiken).
Som landstingspolitiker samarbetade Ånstrand över blockgränserna om trafikpolitiken, särskilt med moderaternas Elwe Nilsson. Ånstrand var trafiklandstingsråd och styrelseordförande för Storstockholms Lokaltrafik (SL) 1989–1991 och 1994–1997. Åren 1997–1998 var han finanslandstingsråd och landstingsstyrelsens ordförande.
Den 1 augusti 2008 tillträdde Claes Ånstrand som generalsekreterare för Världsinfektionsfonden. Mellan 2015 och 2023 var Ånstrand styrelseordförande för Svenska Filminstitutet.